# Pharaonus varicoloreus
Pharaonus varicoloreus är en skalbaggsart som beskrevs av Hermann Burmeister 1844. Pharaonus varicoloreus ingår i släktet Pharaonus och familjen Rutelidae. Inga underarter finns listade i Catalogue of Life.